# Phthiria pulchripes
Phthiria pulchripes är en tvåvingeart som beskrevs av Austen 1937. Phthiria pulchripes ingår i släktet Phthiria och familjen svävflugor.
Artens utbredningsområde är Israel. Inga underarter finns listade i Catalogue of Life.